# Jan Halle
Jan Halle (* 17. Februar 1903 in Deventer; † 6. Januar 1986) war ein niederländischer Fußballspieler.
Jan Halle spielte in den 1920er und 1930er Jahren beim Verein Go Ahead in seiner Heimatstadt Deventer, mit dem er 1922 die Landesmeisterschaft gewann. Acht Jahre später feierte er mit Go Ahead einen weiteren Landesmeistertitel, und auch 1933, als der Verein seine vierte Meisterschaft erreichte, war er noch aktiv.
Halle war der ältere Bruder von Go-Ahead-Torhüter Leo Halle, der es auf 15 Spiele in der niederländischen Nationalmannschaft brachte; Jan Halle kam als Abwehrspieler zweimal in der Nationalelf zum Einsatz, die Brüder spielten allerdings nie gemeinsam. Sein erstes Spiel war am 17. März 1929 ein 3:2-Sieg im Freundschaftsspiel im Olympiastadion Amsterdam gegen die Schweiz. Es war ein Spiel, in dem Bondscoach Bob Glendenning experimentierte; vier Akteure der Anfangsformation machten ihr erstes Match für Oranje, neben Halle waren dies Willy van Zwieteren, Adje Gerritse und Jaap Barendregt; daneben kamen weitere drei Akteure erst zu ihrem zweiten beziehungsweise dritten Länderspieleinsatz.
Der Chronist der Zeitschrift Ons Zeeland sah im Vorfeld in dieser „Verjüngungskur“ einen „Aderlass ... der mit gleich großer Wahrscheinlichkeit entweder gerechtfertigt oder deplaciert sein kann.“ Im Nachhinein war es trotz des Sieges eher Letzteres, denn von diesen jungen Spielern konnten sich später nur Beb Bakhuys und Joop van Nellen in der Nationalelf durchsetzen; alle anderen blieben bei weniger als vier Einsätzen. Halle hatte acht Wochen nach diesem Spiel eine weitere Chance, sich durchzusetzen, nutzte sie aber bei der 1:3-Niederlage im Prestigeduell mit Belgien in Antwerpen nicht; die Begegnung am 5. Mai 1929 sollte sein letzter Auftritt in Oranje bleiben.
Der niederländische Fußballhistoriker Van Emmenes beschrieb Halle später, er sei „nach meinem Dafürhalten der beste Mittelläufer der Niederlande gewesen, und für seinen Klub außergewöhnlich wertvoll.“